# Tekken (computerspel)
Tekken is een vechtspel ontwikkeld en gepubliceerd door Namco. Het is het eerste spel uit de gelijknamige reeks. Het spel verscheen oorspronkelijk als arcadespel in 1994, maar werd in 1995 ook uitgebracht voor de PlayStation.

## Verhaal
Heihachi Mishima, de machtige en meedogenloze eigenaar van de multinational Mishima Zaibatsu, kondigt een groots vechttoernooi aan met een miljard dollar als prijzengeld. Er zijn acht deelnemers, waaronder Heihachi’s zoon, de ongeslagen wereldkampioen Kazuya Mishima. Deze doet echter niet mee voor het geld, maar voor wraak op Heihachi. Toen Kazuya Mishima vijf was, wierp Heihachi hem van een klif om te zien of Kazuya wel echt zijn zoon was. Kazuya overleefde de val, maar raakte zwaargewond. De Duivel verscheen hierna aan hem en bood hem de kracht om wraak te nemen, in ruil voor zijn ziel. Kazuya ging op dit aanbod in.
In het laatste beslissende gevecht verslaat Kazuya zijn vader Heihachi, en gooit hem van dezelfde klif van waar zijn vader hem af gooide als kind.

## Gameplay
Tekken is een van de eerste 3D vechtspellen. Zoals in veel vechtspellen kiest de speler een personage uit een lijst van personages, en vecht met dit personage tegen een tegenstander. Die tegenstander kan zowel een andere speler als een computergestuurde tegenstander zijn. Doorgaans worden deze gevechten over twee rondes gehouden, maar de speler kan ervoor kiezen om tot maximaal vijf rondes te vechten. Ook kan er worden gekozen voor een tijdlimiet per ronde.

## Personages in Tekken
- Kazuya Mishima
- Heihachi Mishima
- Paul Phoenix
- King
- Nina Williams
- Jack
- Marshall Law
- Michelle Chang
- Yoshimitsu
- Lee Chaolan
- Kuma
- Armor King
- Anna Williams
- Prototype Jack
- Wang Jinrei
- Kunimitsu
- Ganryu

## Ontvangst
| Beoordeeld door      | Jaar | Platform    | Score |
| -------------------- | ---- | ----------- | ----- |
| Game Players         | 1995 | PlayStation | 91%   |
| Coming Soon Magazine | 1996 | PlayStation | 90%   |
| Edge                 | 1995 | PlayStation | 90%   |
| Mega Fun             | 1995 | PlayStation | 90%   |
| VicioJuegos.com      | 2005 | PlayStation | 84%   |
| Retrogaming History  | 2009 | PlayStation | 80%   |
| CD Player            | 1996 | PlayStation | 80%   |
| IGN                  | 1996 | PlayStation | 75%   |
| neXGam               | 2002 | PlayStation | 73%   |
| All Game Guide       | 1998 | Arcade      | 30%   |

## Trivia
- Het spel is opgenomen in het boek 1001 Video Games You Must Play Before You Die van Tony Mott.